# Arefa Zatwornik
Arefa Zatwornik (ur. w II poł. XII w.) – święty prawosławny, mnich monasteru kijowsko-pieczerskiego. Czczony jako jeden ze świętych Soboru Świętych Kijowsko-Pieczerskich Spoczywających w Bliższych Pieczarach. Jego żywot został opisany w Pateryku Kijowsko-Pieczerskim. Według tego utworu brat Arefa nie cieszył się dobrą sławą, gdyż nie okazywał miłosierdzia biednym i był wyjątkowo skąpy. Któregoś dnia jego cela została ograbiona i mnich zachorował z rozpaczy. Gdy chorował, zobaczył przed sobą diabły i anioły spierające się o dalszy los jego duszy. Po wyzdrowieniu Arefa całkowicie zmienił swoje postępowanie i zaczął pomagać biednym. W ostatnich latach życia stosował wobec siebie zatworniczestwo - formę ascezy zakładającą zamknięcie w celi i całkowite odosobnienie, stąd jego przydomek.